# فن تقوية العظام
فن تقوية العظام أو ماكيوارا (بالإنجليزية: Makiwara)‏ بتمارين خاصة في الفنون القتالية  باستعمال الخشبة المعدة للتمارين (ماكيوارا) كأداة تدريبية في أنواع عدة في الفنون القتالية. وهي طريقة مُثلى ومُفيدة في الرياضة؛ لتقوية العظم، يُستعمل فيها منذ مئات السنين آلات ووسائل مصنوعة من الخشب، لكن هذا التدريب لا بد أن يكون دقيقاً وعلمياً ومع خبير في هذا التخصص.

## طريقة التمارين
يُدّق بها، أو عليها، على العظم الذي يراد تقويته، دقّا خفيفا وسريعا، حتى يجهَدَ ويَرْهَقَ، وذلك بعد تسخينه جيّدا وما يُحيط به من عضلات والأربطة، وكي ترتخي وتنبسط وتمتد؛ بالتدليك بأصابع اليد بمادة زيتِية طبيعية، وفي عِدّة حصص من التمرينات يبدأ العظم ينتقل عبر مراحل في القوة؛ حتى يصل إلى درجة عدم الإحساس بالألم.

## بيان أنّ العظم قابل للتقوية بالرياضة وبيان أنّ رياضته تنقسم إلى عادية وخاصة
الرياضة بصفة عامة تقوي الجسد (العضلات والعظام)، والعظم عضو مثل سائر أعضاء الجسد، قابل للنمو والتقوية بالرياضة، ورياضته تنقسم إلى نوعين: رياضة عامة (عادية طبيعية) وهي تمارين الرياضة التي تُقَوِّي العظم وتُنَمِّيهِ نمواً سليماً، كالركض بجميع أنواعه يُقوي عظام القدم، والساق وعظام الفخذ والحوض ورياضة الجمباز، تقوي عظام الهيكل السفلي وعظام اليد والساعد والعضد والكتف، وجميع أنواع الرياضات الأخرى سبب قوي في تقوية العظم ونمُوِّه سليماً.
ونوع خاص، وهو الذي يستعمله أهل الفنون القتالية،  فاليابانيون ابتكروا لتمارين تقوية العظم خشبة ماكيوارا (makiwara)9 يوليو، والصينيين ابتكروا في فن وينغ تشون لتقوية العظم خشبة موك يان يونغ ( Mu ren zhung) ولقد انتشر التدريب بهاتين الطريقتين بانتشار الكونغ فو والكاراتيه عبر العالم.

## تاريخ نشأته
اعلم أنّ الفنون القتالية في القديم كانت ممارستها ممنوعة يمارسها العوام غير العسكريين بخفية وسرية. وتاريخ نشأة فن تقوية العظام مربوط مع نشأة وتطور فنون القتال، وفنون القتال مرتبطة بعضها مع بعض منذ تأسست إلى أن طُوّرت ووُسّع نطاق نشاطاتها بتعديل بعض الفنون لكي تُدرَجَ في الألعاب الأولمبية مثل الكاراتيه والجودو وأساليب الكونغ فو مثل (الوشو) وأسلوب شاولين وأسلوب وينغ تشون وجميع أساليب فنون القتال الصينية واليابانية.
وكل مدرسة من هذه المدارس المذكورة تستعمل فن تقوية العظام، ففي مدارس الكاراتيه وأساليب الكونغ فو، شاولين، ووينغ تشون.
ففن الكاراتيه أصله من أوكيناوا، وبعض الفنون الصينية من جنوب الصين، وهذه المدارس لها وسائل تدريب خاصة بتقوية العظام تستعملها كما ومشهور في فنون الدفاع الصينية استعمال موك يان يونغ في التدريب ومشهور في فنون القتال اليابانية استعمالهم في التدريب آلة من الخشب ملفوفة بحبل من الليف، أو بطبقة من المطاط مُغلفة بجلد ماكيوارا. وكانوا ربما في القديم يتدربون في الأشجار والقصب لأنها منتشرة الآن التدريب في الأشجار.
لكن الأمريكيين اعتنوا بفن تقوية العظام وطوروا وسائل التدريب وخصصوا له أنشطة رياضية مختلفة، مثل فن الكسر.

## بيان السنّ الذي يشترط لممارسة الفن
يُحدّ السِنّ لممارسة فن تقوية العظام بخشبة بدون طبقة مطاط وجلد؛ سنّ البلوغ أي عند اكتمال العظم العظم النمو والتطاول.
والسبب في ذلك أنّ العظم في مرحلة النمو والتطاول لا يزال غدّاً طَرِيّاً لم يكتمل في النموه والتطاول بَعْدُ، والتمارين الخاصة بخشبة غير معدة للتمرينات؛ بوضع طبق من مطاط وتغليفها بجلد أو ببعض الوسائل الأخرى يضر بنمو وتطاول العظم قبل البلوغ كالتمرن في الشجر أو بصحيفة حجر.

## الشرح العلمي لسبب تقوية العظم بتمارين الفن
ثم إنّ السبب العلمي في تقوية العظم بتمارين - فن تقوية العظام - هو أنّه لمّا نمرّن العظم بالدّق عليه بالخشبة؛ يعمل الجهاز العصبي على التنبيه بسبب إِجْهَاد العظم والجلد فيعمل الجسم على المقاومة والدعم عن طريق جهاز المناعة.

## أشرطة فيديو وثائقية
- Shaolin Kung Fu على يوتيوب.
- Wing Chun Master على يوتيوب.
- makiwara-YouTube.
- amazon

## وصلات خارجية
- how to build a makiwara and makiwara pad
- More detailed instructions on how to make one
- Makiwara construction & Technique
- Makiwara Training: The Time Honoured Way to Develop Fight-Ending Power